# 얼굴 없는 천사
얼굴 없는 천사는 신원을 드러내지 않고 기부를 하는 자선가를 말한다.

## 사례
- 전주의 얼굴 없는 천사
- 신월동 기부천사